# Општина Гречешти (Долж)
Гречешти (рум. Greceşti) општина је у Румунији у округу Долж.
Oпштина се налази на надморској висини од 256 m.